# 1779
1779 (MDCCLXXIX) là một năm thường bắt đầu vào thứ Sáu của lịch Gregory (hay một năm thường bắt đầu vào thứ Ba, chậm hơn 11 ngày, theo lịch Julius).

## Sự kiện

### Tháng 1 – tháng 6
- 9 tháng 1 – Quân Anh đầu hàng Maratha ở Wadgaon, Ấn Độ và bị buộc phải trả lại các lãnh thổ mà Anh chiếm từ năm 1773.
- 1 tháng 1 - Ching-Thang Khomba đăng quang vua của Manipur.
- 22 tháng 1 - Chiến tranh cách mạng Mỹ: Claudius Smith bị treo cổ ở Goshen, Quận Orange, New York theo cáo buộc khủng bố chống người dân ở các cộng đồng chung quanh.